# Simaetha gongi
Simaetha gongi är en spindelart som beskrevs av Peng X., Gong L., Kim 2000. Simaetha gongi ingår i släktet Simaetha och familjen hoppspindlar. Inga underarter finns listade i Catalogue of Life.